# Finale de la Ligue Europa 2024-2025
La finale de la Ligue Europa 2024-2025 est la 54e finale de la Ligue Europa. Cette rencontre a lieu le 21 mai 2025 au Stade San Mamés, à Bilbao, en Espagne.
Le vainqueur est qualifié pour la Supercoupe de l'UEFA 2025 ainsi que pour la phase de championnat de la Ligue des champions de l'UEFA 2025-2026.

## Équipes
Dans le tableau suivant, les finales jusqu'en 2009 sont de l'ère de la Coupe UEFA et depuis 2010 de l'ère de la Ligue Europa.
| Équipe            | Précédentes apparitions en finale (en gras celles remportés) |
| ----------------- | ------------------------------------------------------------ |
| Tottenham Hotspur | 3 (1972, 1974, 1984)                                         |
| Manchester United | 2 (2017, 2021)                                               |

## Désignation de la ville organisatrice de la finale
Le Stade San Mamés est choisi par le Comité exécutif de l'UEFA le 16 juillet 2021 pour organiser la finale de la Ligue Europa 2025.

## Parcours des finalistes
Note : dans les résultats ci-dessous, le score du finaliste est toujours donné en premier (D : domicile ; E : extérieur).
| Tottenham Hotspur | Tottenham Hotspur    | Tottenham Hotspur | Tottenham Hotspur | Tour                        | Manchester United  | Manchester United | Manchester United | Manchester United |      |
| --- | -------------------- | ----------------- | ----------------- | --------------------------- | ------------------ | ----------------- | ----------------- | ----------------- | ---- |
| Adversaire | Résultat             | Résultat          | Résultat          | Phase ligue                 | Adversaire         | Résultat          | Résultat          | Résultat          |      |
| Qarabağ FK | 3 - 0 (D)            | 3 - 0 (D)         | 3 - 0 (D)         | Match 1                     | FC Twente          | 1 - 1 (D)         | 1 - 1 (D)         | 1 - 1 (D)         |      |
| Ferencváros TC | 2 - 1 (E)            | 2 - 1 (E)         | 2 - 1 (E)         | Match 2                     | FC Porto           | 3 - 3 (E)         | 3 - 3 (E)         | 3 - 3 (E)         |      |
| AZ Alkmaar | 1 - 0 (D)            | 1 - 0 (D)         | 1 - 0 (D)         | Match 3                     | Fenerbahçe SK      | 1 - 1 (E)         | 1 - 1 (E)         | 1 - 1 (E)         |      |
| Galatasaray SK | 2 - 3 (E)            | 2 - 3 (E)         | 2 - 3 (E)         | Match 4                     | Salonique          | 2 - 0 (D)         | 2 - 0 (D)         | 2 - 0 (D)         |      |
| AS Rome | 2 - 2 (D)            | 2 - 2 (D)         | 2 - 2 (D)         | Match 5                     | FK Bodø/Glimt      | 3 - 2 (D)         | 3 - 2 (D)         | 3 - 2 (D)         |      |
| Rangers FC | 1 - 1 (E)            | 1 - 1 (E)         | 1 - 1 (E)         | Match 6                     | Viktoria Plzeň     | 2 - 1 (E)         | 2 - 1 (E)         | 2 - 1 (E)         |      |
| TSG Hoffenheim | 3 - 2 (E)            | 3 - 2 (E)         | 3 - 2 (E)         | Match 7                     | Rangers FC         | 2 - 1 (D)         | 2 - 1 (D)         | 2 - 1 (D)         |      |
| IF Elfsborg | 3 - 0 (D)            | 3 - 0 (D)         | 3 - 0 (D)         | Match 8                     | FCSB               | 2 - 0 (E)         | 2 - 0 (E)         | 2 - 0 (E)         |      |
| \| Rang \| Équipe \| Pts \| J \| G \| N \| P \| Bp \| Bc \| Diff \| \| ---- \| -------------------- \| --- \| - \| - \| - \| - \| -- \| -- \| ---- \| \| 1 \| SS Lazio \| 19 \| 8 \| 6 \| 1 \| 1 \| 17 \| 5 \| +12 \| \| 2 \| Athletic Bilbao \| 19 \| 8 \| 6 \| 1 \| 1 \| 15 \| 7 \| +8 \| \| 3 \| Manchester United \| 18 \| 8 \| 5 \| 3 \| 0 \| 16 \| 9 \| +7 \| \| 4 \| Tottenham Hotspur \| 17 \| 8 \| 5 \| 2 \| 1 \| 17 \| 9 \| +8 \| \| 5 \| Eintracht Francfort \| 16 \| 8 \| 5 \| 1 \| 2 \| 14 \| 10 \| +4 \| \| 6 \| Olympique lyonnais \| 15 \| 8 \| 4 \| 3 \| 1 \| 16 \| 8 \| +8 \| \| 7 \| Olympiakós C4 \| 15 \| 8 \| 4 \| 3 \| 1 \| 9 \| 3 \| +6 \| \| 8 \| Rangers FC \| 14 \| 8 \| 4 \| 2 \| 2 \| 16 \| 10 \| +6 \| \| 9 \| FK Bodø/Glimt \| 14 \| 8 \| 4 \| 2 \| 2 \| 14 \| 11 \| +3 \| \| 10 \| RSC Anderlecht \| 14 \| 8 \| 4 \| 2 \| 2 \| 14 \| 12 \| +2 \| \| 11 \| FCSB \| 14 \| 8 \| 4 \| 2 \| 2 \| 10 \| 9 \| +1 \| \| 12 \| Ajax Amsterdam \| 13 \| 8 \| 4 \| 1 \| 3 \| 16 \| 8 \| +8 \| \| 13 \| Real Sociedad \| 13 \| 8 \| 4 \| 1 \| 3 \| 13 \| 9 \| +4 \| \| 14 \| Galatasaray SK \| 13 \| 8 \| 3 \| 4 \| 1 \| 19 \| 16 \| +3 \| \| 15 \| AS Rome \| 12 \| 8 \| 3 \| 3 \| 2 \| 10 \| 6 \| +4 \| \| 16 \| Viktoria Plzeň \| 12 \| 8 \| 3 \| 3 \| 2 \| 13 \| 12 \| +1 \| \| 17 \| Ferencváros TC \| 12 \| 8 \| 4 \| 0 \| 4 \| 15 \| 15 \| 0 \| \| 18 \| FC Porto \| 11 \| 8 \| 3 \| 2 \| 3 \| 13 \| 11 \| +2 \| \| 19 \| AZ Alkmaar \| 11 \| 8 \| 3 \| 2 \| 3 \| 13 \| 13 \| 0 \| \| 20 \| FC Midjtjylland \| 11 \| 8 \| 3 \| 2 \| 3 \| 9 \| 9 \| 0 \| \| 21 \| Union saint-gilloise \| 11 \| 8 \| 3 \| 2 \| 3 \| 8 \| 8 \| 0 \| \| 22 \| PAOK Salonique \| 10 \| 8 \| 3 \| 1 \| 4 \| 12 \| 10 \| +2 \| \| 23 \| FC Twente \| 10 \| 8 \| 2 \| 4 \| 2 \| 8 \| 9 \| -1 \| \| 24 \| Fenerbahçe SK \| 10 \| 8 \| 2 \| 4 \| 2 \| 9 \| 11 \| -2 \| \| 25 \| SC Braga \| 10 \| 8 \| 3 \| 1 \| 4 \| 9 \| 12 \| -3 \| \| 26 \| IF Elfsborg \| 10 \| 8 \| 3 \| 1 \| 4 \| 9 \| 14 \| -5 \| \| 27 \| TSG Hoffenheim \| 9 \| 8 \| 2 \| 3 \| 3 \| 11 \| 14 \| -3 \| \| 28 \| Beşiktaş JK \| 9 \| 8 \| 3 \| 0 \| 5 \| 10 \| 15 \| -5 \| \| 29 \| Maccabi Tel-Aviv \| 6 \| 8 \| 2 \| 0 \| 6 \| 8 \| 17 \| -9 \| \| 30 \| Slavia Prague \| 5 \| 8 \| 1 \| 2 \| 5 \| 7 \| 11 \| -4 \| \| 31 \| Malmö FF \| 5 \| 8 \| 1 \| 2 \| 5 \| 10 \| 17 \| -7 \| \| 32 \| FK RFS \| 5 \| 8 \| 1 \| 2 \| 5 \| 6 \| 13 \| -7 \| \| 33 \| Ludogorets Razgrad \| 4 \| 8 \| 0 \| 4 \| 4 \| 4 \| 11 \| -7 \| \| 34 \| Dynamo Kiev \| 4 \| 8 \| 1 \| 1 \| 6 \| 5 \| 18 \| -13 \| \| 35 \| OGC Nice \| 3 \| 8 \| 0 \| 3 \| 5 \| 7 \| 16 \| -9 \| \| 36 \| Qarabağ FK \| 3 \| 8 \| 1 \| 0 \| 7 \| 6 \| 20 \| -14 \| |                      |                   |                   |                             |                    |                   |                   |                   |      |
| Adversaire | Total                | Aller             | Retour            | Phase à élimination directe | Adversaire         | Total             | Aller             | Retour            |      |
| AZ Alkmaar | 3 - 2                | 0 - 1 (E)         | 3 - 1 (D)         | Huitièmes de finale         | Real Sociedad      | 05 - 20           | 1 - 1 (E)         | 4 - 1 (D)         |      |
| Eintracht Francfort | 2 - 1                | 1 - 1 (D)         | 1 - 0 (E)         | Quarts de finale            | Olympique lyonnais | 7 - 6             | 2 - 2 (E)         | 5 - 4 ap (D)      |      |
| FK Bodø/Glimt | 5 - 1                | 3 - 1 (D)         | 2 - 0 (E)         | Demi-finales                | Athletic Bilbao    | 7 - 1             | 3 - 0 (D)         | 4 - 1 (D)         |      |
| Rang | Équipe               | Pts               | J                 | G                           | N                  | P                 | Bp                | Bc                | Diff |
| 1 | SS Lazio             | 19                | 8                 | 6                           | 1                  | 1                 | 17                | 5                 | +12  |
| 2 | Athletic Bilbao      | 19                | 8                 | 6                           | 1                  | 1                 | 15                | 7                 | +8   |
| 3 | Manchester United    | 18                | 8                 | 5                           | 3                  | 0                 | 16                | 9                 | +7   |
| 4 | Tottenham Hotspur    | 17                | 8                 | 5                           | 2                  | 1                 | 17                | 9                 | +8   |
| 5 | Eintracht Francfort  | 16                | 8                 | 5                           | 1                  | 2                 | 14                | 10                | +4   |
| 6 | Olympique lyonnais   | 15                | 8                 | 4                           | 3                  | 1                 | 16                | 8                 | +8   |
| 7 | Olympiakós C4        | 15                | 8                 | 4                           | 3                  | 1                 | 9                 | 3                 | +6   |
| 8 | Rangers FC           | 14                | 8                 | 4                           | 2                  | 2                 | 16                | 10                | +6   |
| 9 | FK Bodø/Glimt        | 14                | 8                 | 4                           | 2                  | 2                 | 14                | 11                | +3   |
| 10 | RSC Anderlecht       | 14                | 8                 | 4                           | 2                  | 2                 | 14                | 12                | +2   |
| 11 | FCSB                 | 14                | 8                 | 4                           | 2                  | 2                 | 10                | 9                 | +1   |
| 12 | Ajax Amsterdam       | 13                | 8                 | 4                           | 1                  | 3                 | 16                | 8                 | +8   |
| 13 | Real Sociedad        | 13                | 8                 | 4                           | 1                  | 3                 | 13                | 9                 | +4   |
| 14 | Galatasaray SK       | 13                | 8                 | 3                           | 4                  | 1                 | 19                | 16                | +3   |
| 15 | AS Rome              | 12                | 8                 | 3                           | 3                  | 2                 | 10                | 6                 | +4   |
| 16 | Viktoria Plzeň       | 12                | 8                 | 3                           | 3                  | 2                 | 13                | 12                | +1   |
| 17 | Ferencváros TC       | 12                | 8                 | 4                           | 0                  | 4                 | 15                | 15                | 0    |
| 18 | FC Porto             | 11                | 8                 | 3                           | 2                  | 3                 | 13                | 11                | +2   |
| 19 | AZ Alkmaar           | 11                | 8                 | 3                           | 2                  | 3                 | 13                | 13                | 0    |
| 20 | FC Midjtjylland      | 11                | 8                 | 3                           | 2                  | 3                 | 9                 | 9                 | 0    |
| 21 | Union saint-gilloise | 11                | 8                 | 3                           | 2                  | 3                 | 8                 | 8                 | 0    |
| 22 | PAOK Salonique       | 10                | 8                 | 3                           | 1                  | 4                 | 12                | 10                | +2   |
| 23 | FC Twente            | 10                | 8                 | 2                           | 4                  | 2                 | 8                 | 9                 | -1   |
| 24 | Fenerbahçe SK        | 10                | 8                 | 2                           | 4                  | 2                 | 9                 | 11                | -2   |
| 25 | SC Braga             | 10                | 8                 | 3                           | 1                  | 4                 | 9                 | 12                | -3   |
| 26 | IF Elfsborg          | 10                | 8                 | 3                           | 1                  | 4                 | 9                 | 14                | -5   |
| 27 | TSG Hoffenheim       | 9                 | 8                 | 2                           | 3                  | 3                 | 11                | 14                | -3   |
| 28 | Beşiktaş JK          | 9                 | 8                 | 3                           | 0                  | 5                 | 10                | 15                | -5   |
| 29 | Maccabi Tel-Aviv     | 6                 | 8                 | 2                           | 0                  | 6                 | 8                 | 17                | -9   |
| 30 | Slavia Prague        | 5                 | 8                 | 1                           | 2                  | 5                 | 7                 | 11                | -4   |
| 31 | Malmö FF             | 5                 | 8                 | 1                           | 2                  | 5                 | 10                | 17                | -7   |
| 32 | FK RFS               | 5                 | 8                 | 1                           | 2                  | 5                 | 6                 | 13                | -7   |
| 33 | Ludogorets Razgrad   | 4                 | 8                 | 0                           | 4                  | 4                 | 4                 | 11                | -7   |
| 34 | Dynamo Kiev          | 4                 | 8                 | 1                           | 1                  | 6                 | 5                 | 18                | -13  |
| 35 | OGC Nice             | 3                 | 8                 | 0                           | 3                  | 5                 | 7                 | 16                | -9   |
| 36 | Qarabağ FK           | 3                 | 8                 | 1                           | 0                  | 7                 | 6                 | 20                | -14  |

## Match
| Tottenham ·      |                   |     |
| Titulaires :     |                   |     |
|                  |                   |     |
| 01               | Guglielmo Vicario |     |
| 23               | Pedro Porro       |     |
| 17               | Cristian Romero   |     |
| 37               | Micky van de Ven  |     |
| 13               | Destiny Udogie    | 90e |
| 08               | Yves Bissouma     |     |
| 29               | Pape Matar Sarr   | 90e |
| 30               | Rodrigo Bentancur |     |
| 22               | Brennan Johnson   | 78e |
| 09               | Richarlison       |     |
| 19               | Dominic Solanke   |     |
|                  |                   |     |
| Remplaçants :    |                   |     |
| 40               | Brandon Austin    |     |
| 41               | Alfie Whiteman    |     |
| 04               | Kevin Danso       | 78e |
| 07               | Son Heung-min     |     |
| 11               | Mathys Tel        |     |
| 14               | Archie Gray       | 90e |
| 24               | Djed Spence       | 90e |
| 28               | Wilson Odobert    |     |
| 33               | Ben Davies        |     |
| 44               | Dane Scarlett     |     |
| 47               | Mikey Moore       |     |
| 63               | Damola Ajayi      |     |
|                  |                   |     |
| Entraîneur :     |                   |     |
| Ange Postecoglou |                   |     |

| Manchester United · |                    |     |
| Titulaires :        |                    |     |
|                     |                    |     |
| 24                  | André Onana        |     |
| 15                  | Leny Yoro          |     |
| 05                  | Harry Maguire      |     |
| 23                  | Luke Shaw          |     |
| 03                  | Noussair Mazraoui  | 85e |
| 18                  | Casemiro           |     |
| 08                  | Bruno Fernandes    |     |
| 13                  | Patrick Dorgu      | 90e |
| 16                  | Amad Diallo        |     |
| 09                  | Rasmus Højlund     | 71e |
| 07                  | Mason Mount        | 71e |
|                     |                    |     |
| Remplaçants :       |                    |     |
| 01                  | Altay Bayindir     |     |
| 02                  | Victor Lindelöf    |     |
| 11                  | Joshua Zirkzee     | 71e |
| 14                  | Christian Eriksen  |     |
| 17                  | Alejandro Garnacho | 71e |
| 20                  | Diogo Dalot        | 85e |
| 25                  | Manuel Ugarte      |     |
| 26                  | Ayden Heaven       |     |
| 35                  | Jonny Evans        |     |
| 37                  | Kobbie Mainoo      | 90e |
| 41                  | Harry Amass        |     |
| 43                  | Toby Collyer       |     |
|                     |                    |     |
| Entraîneur :        |                    |     |
| Rúben Amorim        |                    |     |

| Tottenham ·      |                   |     |
| Titulaires :     |                   |     |
|                  |                   |     |
| 01               | Guglielmo Vicario |     |
| 23               | Pedro Porro       |     |
| 17               | Cristian Romero   |     |
| 37               | Micky van de Ven  |     |
| 13               | Destiny Udogie    | 90e |
| 08               | Yves Bissouma     |     |
| 29               | Pape Matar Sarr   | 90e |
| 30               | Rodrigo Bentancur |     |
| 22               | Brennan Johnson   | 78e |
| 09               | Richarlison       |     |
| 19               | Dominic Solanke   |     |
|                  |                   |     |
| Remplaçants :    |                   |     |
| 40               | Brandon Austin    |     |
| 41               | Alfie Whiteman    |     |
| 04               | Kevin Danso       | 78e |
| 07               | Son Heung-min     |     |
| 11               | Mathys Tel        |     |
| 14               | Archie Gray       | 90e |
| 24               | Djed Spence       | 90e |
| 28               | Wilson Odobert    |     |
| 33               | Ben Davies        |     |
| 44               | Dane Scarlett     |     |
| 47               | Mikey Moore       |     |
| 63               | Damola Ajayi      |     |
|                  |                   |     |
| Entraîneur :     |                   |     |
| Ange Postecoglou |                   |     |

| Manchester United · |                    |     |
| Titulaires :        |                    |     |
|                     |                    |     |
| 24                  | André Onana        |     |
| 15                  | Leny Yoro          |     |
| 05                  | Harry Maguire      |     |
| 23                  | Luke Shaw          |     |
| 03                  | Noussair Mazraoui  | 85e |
| 18                  | Casemiro           |     |
| 08                  | Bruno Fernandes    |     |
| 13                  | Patrick Dorgu      | 90e |
| 16                  | Amad Diallo        |     |
| 09                  | Rasmus Højlund     | 71e |
| 07                  | Mason Mount        | 71e |
|                     |                    |     |
| Remplaçants :       |                    |     |
| 01                  | Altay Bayindir     |     |
| 02                  | Victor Lindelöf    |     |
| 11                  | Joshua Zirkzee     | 71e |
| 14                  | Christian Eriksen  |     |
| 17                  | Alejandro Garnacho | 71e |
| 20                  | Diogo Dalot        | 85e |
| 25                  | Manuel Ugarte      |     |
| 26                  | Ayden Heaven       |     |
| 35                  | Jonny Evans        |     |
| 37                  | Kobbie Mainoo      | 90e |
| 41                  | Harry Amass        |     |
| 43                  | Toby Collyer       |     |
|                     |                    |     |
| Entraîneur :        |                    |     |
| Rúben Amorim        |                    |     |